# Nemoraea minor
Nemoraea minor là một loài ruồi trong họ Tachinidae.